# Хусейн аль-Хусі
Хусейн Бадреддін аль-Хусі (араб. حسين بدر الدين الحوثي; нар. 20 серпня 1959 — пом. 10 вересня 2004) — єменський релігійний, політичний та військовий діяч, очільник зейдитів та організації «Аш-шабаб аль-му'мін» («Правовірна молодь»). Депутат Палати представників Ємену від партії «Аль-Гакк» у 1993–1997 роках. У 1994 році створив угруповання «Ансар Аллах». Він був ключовою фігурою під час шиїтського заколоту в Ємені, який розпочався у 2004 році.

## Життєпис
Хусейн аль-Хусі народився 20 серпня 1959 року в мудирії Мунаббіг, мухафаза Саада. Його батько, Бадр ад-Дін аль-Хусі, був відомим зейдитським муллою, який після смерті Хусейн аль-Хусі ненадовго очолив рух хуситів.
За словами одного з учнів, аль-Хусі прожив частину свого життя, разом зі своїм батьком та молодшим братом Абд аль-Маліком, в місті Кум, Іран. Учень також стверджував, що аль-Хусі мав близькі стосунки з Алі Хаменеї, верховним лідером Ірану, та Хасаном Насраллою, лідером Хезболли.

## Політична кар'єра
Хусейн аль-Хусі був членом політичної партії єменських зейді/шафії «Гізб аль-Гакк» («Правда»). Після того як партія підтримала сепаратистський «Південний рух», який виступає за незалежність колишньої Народної Демократичної Республіки Ємен, її членів почали переслідувати, і Хусейн аль-Хусі втік до Сирії, а потім до Ірану. Після повернення у Ємен Хусейн аль-Хусі порвав з партією «Хізб аль-Гакк», і у 1990 чи 1992 році створити власний рух «Аш-шабаб аль-му'мін» («Правовірна молодь»)
Згодом Хусейн аль-Хусі заснував озброєне угруповання «Ансар Аллах», яке незабаром стало учасником антиамериканських та антиізраїльських антиурядових протестів, які ознаменували початок нової громадянської війни. Рух має значну підтримку серед племен у гірських районах північного Ємену, серед шиїтів-зейдитів.
У 2004 році аль-Хусі виступив із різкою критикою на адресу президента Алі Абдалла Салеха та уряду Ємену, проголосивши себе імамом та оголосивши про створення емірату. Хусейн аль-Хусі зі своїми прихильниками сховався у горах на півночі країни. 
18 червня 2004 року влада Ємену заарештувала 640 його послідовників, і це обернулося збройним зіткненням урядової армії з прихильниками аль-Хусі та призвела до громадянської війни. 
У 2004 році аль-Хусі був убитий з 20 своїми прихильниками в мухафазі Саада. 
Після його смерті лідером повстанців став його батько Бадр Ад-Дін Хусейн аль-Хусі, а згодом його брат Абдул-Малік аль-Хусі.